# Anthemis didymaea
Anthemis didymaea là một loài thực vật có hoa trong họ Cúc. Loài này được Mouterde mô tả khoa học đầu tiên năm 1973.